# Lijst van biologische bestrijders en bestuivers
Hieronder volgen een aantal lijsten van soorten biologische bestrijders en bestuivers.

## Nederland
Hieronder volgt een lijst van soorten biologische bestrijders en bestuivers vrijgesteld van aanvraag tot ontheffing conform "artikel 75 van de Flora- en faunawet, d.d. 29 oktober 2004" in Nederland.
1. Insecten
Coleoptera (kevers)
- Adalia bipunctata (tweestippelig lieveheersbeestje)
- Aleochara bilineata
- Atheta coriaria
- Chilocorus baileyii
- Chilocorus bipustulatus
- Chilocorus circumdatus
- Chilocorus nigritus
- Clitostethus arcuatus
- Cryptolaemus montrouzieri
- Delphastus catalinae
- Exochomus laeviusculus
- Exochomus quadripustulatus (viervleklieveheersbeestje)
- Nephus includens
- Oligota crawfordi
- Oligota flavicornis
- Rhyzobi usforestieri
- Rhyzobi uslophanthae
- Rodolia cardinalis
- Scymnus rubromaculatus
- Stethorus punctillum

Diptera (tweevleugeligen)
- Aphidoletes aphidimyza
- Coenosia attenuata
- Episyrphus balteatus
- Feltiella acarisuga

Heteroptera (roofwantsen)
- Anthocoris nemoralis
- Anthocoris nemorum
- Dicyphus errans
- Macrolophus melanotoma
- Orius albidipennis
- Orius laevigatus
- Orius majusculus
- Picromerus bidens

Hymenoptera (sluipwespen)
- Anagrus atomus
- Anagyrus dactylopii
- Anagyrus fusciventris
- Anagyrus pseudococci
- Anaphes iole
- Aphelinus abdominalis
- Aphelinus mali
- Aphelinus varipes
- Aphidius colemani
- Aphidius ervi
- Aphidius matricariae
- Aphytis diaspidis
- Aphytis holoxanthus
- Aphytis lignanensis
- Aphytis melinus
- Aprostocetus hagenowii
- Arrhenophagus albitibiae
- Blastothrix brittanica
- Bracon hebetor
- Coccidencyrtus ochraceipes
- Coccophagus cowperi
- Coccophagus gurneyi
- Coccophagus lycimnia
- Coccophagus pulvinariae
- Coccophagus rusti
- Coccophagus scutellaris
- Comperiella bifasciata
- Cotesia glomerata
- Cotesia rubecola
- Dacnusa sibirica
- Diglyphus isaea
- Encarsia citrina
- Encarsia formosa
- Encarsia guadeloupae
- Encarsia hispida
- Encarsia protransvena
- Encyrtus infelix
- Encyrtus lecaniorum
- Eretmocerus eremicus
- Eretmocerus mundus
- Gyranusoidea litura
- Hungariella peregrina
- Hungariella pretiosa
- Leptomastidea abnormis
- Leptomastix dactylopii
- Leptomastix epona
- Leptomastix histrio
- Metaphycus bartletti
- Metaphycus flavus
- Metaphycus helvolus
- Metaphycus lounsburyi
- Metaphycus stanleyi
- Metaphycus swirskii
- Meteorus gyrator
- Microterys flavus
- Pauridia peregrina
- Praon volucre
- Pseudaphycus flavidulus
- Pseudaphycus maculipennis
- Scutellista cyanea
- Synacra pauperi
- Tetrastichus asparagi
- Thripobius semiluteus
- Trichogramma brassicae
- Trichogramma evanescens

Neuroptera (gaasvliegen)
- Chrysoperla carnea
- Coniopteryx tineiformis
- Conwentzia psociformis
- Symphaerobius sanctus

Thysanoptera (rooftripsen)
- Aeolothrips intermedius
- Aleurodothrips fasciapennis
- Franklinothrips megalops
- Franklinothrips vespiformis
- Karnyothrips melaleucus

2. Mijten
Acarina (roofmijten)
- Amblyseius andersoni
- Amblyseius barkeri
- Amblyseius californicus
- Amblyseius degenerans
- Amblyseius fallacis
- Amblyseius largoensis
- Amblyseius montdorensis
- Amblyseius potentillae
- Amblyseius swirskii
- Amblyseius cesus-graffius
- Amblyseius bettus-goedewaagius
- Cheyletus nuditus
- Euseius finlandicus
- Euseius scutalis
- Hypoaspis aculeifer
- Metaseiulus occidentalis
- Neoseiulus cucumeris
- Pergamasus quisquiliarum
- Phytoseiulus longipes
- Phytoseiulus persimilis
- Phytoseius finitimus
- Saniosulus nudus
- Stratiolaelaps miles
- Typhlodromips swirskii
- Typhlodromus athiasae
- Typhlodromus doreenae
- Typhlodromus pyri

3. Nematoda (predatore aaltjes)
- Heterorhabditis bacteriophora
- Heterorhabdi tismegidis
- Steinernema carpocapsae
- Steinernema feltiae
- Steinernema glaseri
- Steinernema kraussei

4. Chilopoda (duizendpoten)
- Lamyctes coeculus

## Overig
In andere  landen dan Nederland en in niet-landbouwsituaties kunnen andere soorten worden gebruikt voor biologische bestrijding.

### Aquatisch milieu
- Amerikaanse hondsvis, tegen muggen
- Gambusia affinis, tegen malariamuggelarven
- Gup, tegen malariamuggelarven
- Meerval, soorten, tegen kikkers in Tropische viskwekerijen
- Zonnebaars, tegen muggen